# 滾滾歡樂球
《滾滾歡樂球》（又译作）是一個由Eighting開發，並由任天堂於2001年3月21日發售在Game Boy Advance的首發益智遊戲，遊戲進行方式是玩家操作一根棒子，這根棒子會不斷的轉，玩家的目的就是要操控這根棒子通過各種障礙，並且到達目的地（Goal），非常的容易上手。
本作有兩個續作，分別是於2002年12月6日在GBA平台發行的《轉轉鳥樂園》（くるりんパラダイス）和於2004年10月18日在GameCube平台發行的《轉轉鳥猛擊！》（くるりんスカッシュ!）。

## 遊戲模式
挑戰模式
共有10個Level，每個Level共有5關，挑戰模式是給進階的高手進行挑戰，一般難度較高。若Level1-10所有關卡皆獲得星星評價，則可開啟Level11（隱藏關卡）。
練習模式
是針對初學者設計的模式，新玩家可依據喜愛選擇有興趣的關卡區段。
故事模式
是針對一般玩家，是遊戲預設模式，通常是一關過一關，愈後面愈難。

## 外部連結
- 遊戲官方網站 （页面存档备份，存于）